# Fabidji
Fabidji (auch: Fabedji, Fabirdji) ist eine Landgemeinde im Departement Boboye in Niger.

## Geographie

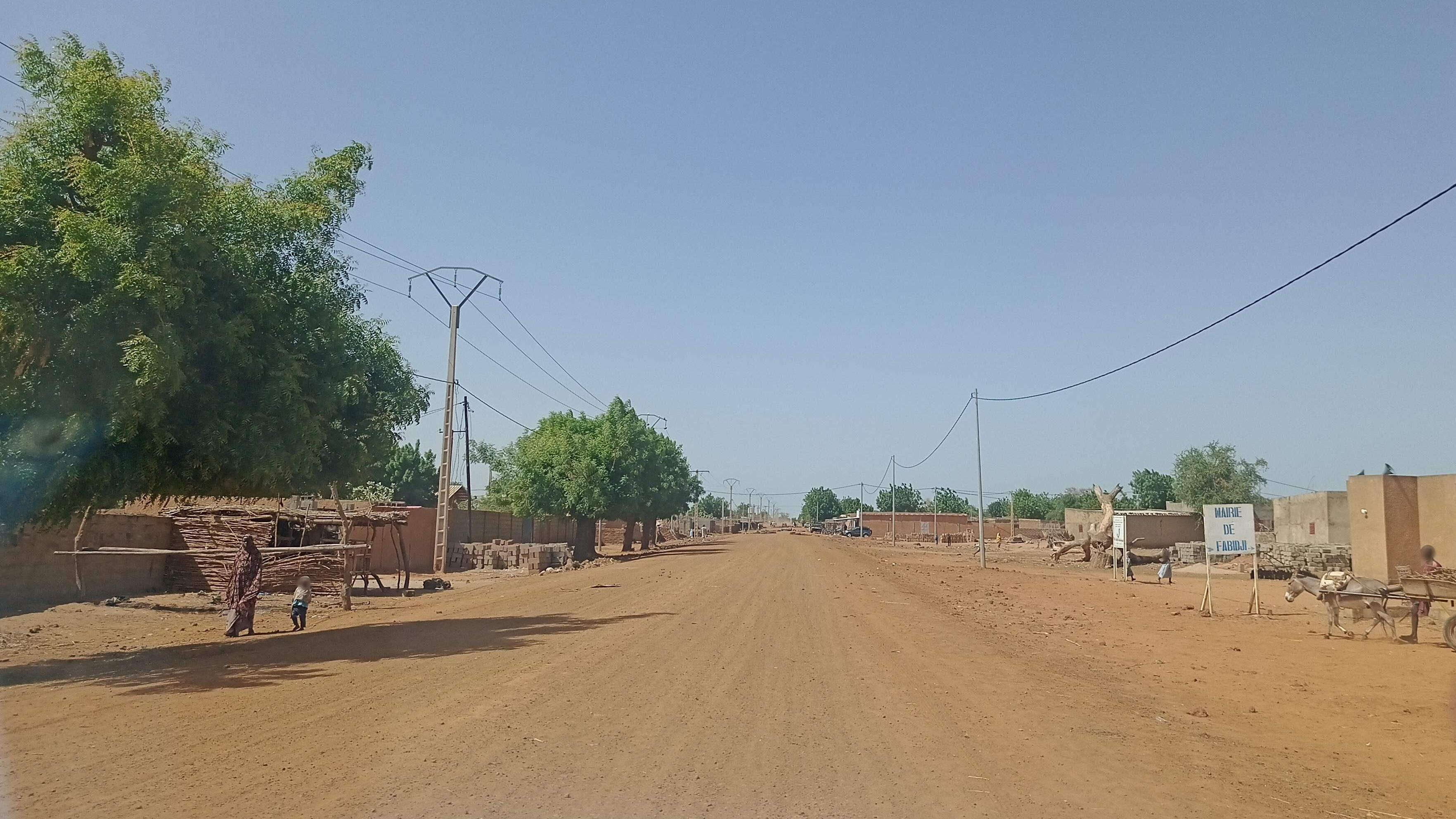
Ortszentrum beim Rathaus im Gemeindehauptort Fabidji (2023)

Fabidji liegt in der Großlandschaft Sudan am Wadi Dallol Bosso. Die Nachbargemeinden sind Fakara im Nordwesten, Birni N’Gaouré im Nordosten, Kankandi im Osten, Falmey im Süden und Kirtachi im Westen. Bei den Siedlungen im Gemeindegebiet handelt es sich um 27 Dörfer, 68 Weiler und 5 Lager. Der Hauptort der Landgemeinde ist das Dorf Fabidji.

## Geschichte
Das Zarma-Dorf Fabidji wurde im 18. Jahrhundert von Zuwanderern aus dem Gebiet um Dosso gegründet. Es lag günstig an der Kreuzung zweier Handelsrouten: Eine verband Bornu im Osten und Fada N’Gourma im Westen, die andere führte von Norden durch den Dallol Bosso bis nach Djougou im Süden.
Die Landgemeinde Fabidji entstand als Verwaltungseinheit 2002 im Zuge einer landesweiten Verwaltungsreform aus einem Teil des Kantons Birni N’Gaouré/Boboye. Ein solarenergiebetriebenes Wasserversorgungssystem auf Basis von Grundwasser wurde 2007 im Hauptort installiert. Überschwemmungen verursachten im Hauptort 56 eingestürzte Häuser im Jahr 2013 und 50 eingestürzte Häuser im Jahr 2019.

## Bevölkerung
Bei der Volkszählung 2012 hatte die Landgemeinde 39.713 Einwohner, die in 4758 Haushalten lebten. Bei der Volkszählung 2001 betrug die Einwohnerzahl 30.520 in 4009 Haushalten.
Im Hauptort lebten bei der Volkszählung 2012 3989 Einwohner in 577 Haushalten, bei der Volkszählung 2001 3741 in 492 Haushalten und bei der Volkszählung 1988 3580 in 496 Haushalten.
In ethnischer Hinsicht ist die Gemeinde ein Siedlungsgebiet von Zarma, Fulbe und Hausa.

## Politik
Der Gemeinderat (conseil municipal) hat 14 gewählte Mitglieder. Mit den Kommunalwahlen 2020 sind die Sitze im Gemeinderat wie folgt verteilt: 5 PNDS-Tarayya, 4 MODEN-FA Lumana Africa, 3 MPR-Jamhuriya, 1 ANDP-Zaman Lahiya und 1 RNDP-Aneima Banizoumbou.
Jeweils ein traditioneller Ortsvorsteher (chef traditionnel) steht an der Spitze der 27 Dörfer in der Gemeinde, darunter der Hauptort.

## Wirtschaft und Infrastruktur

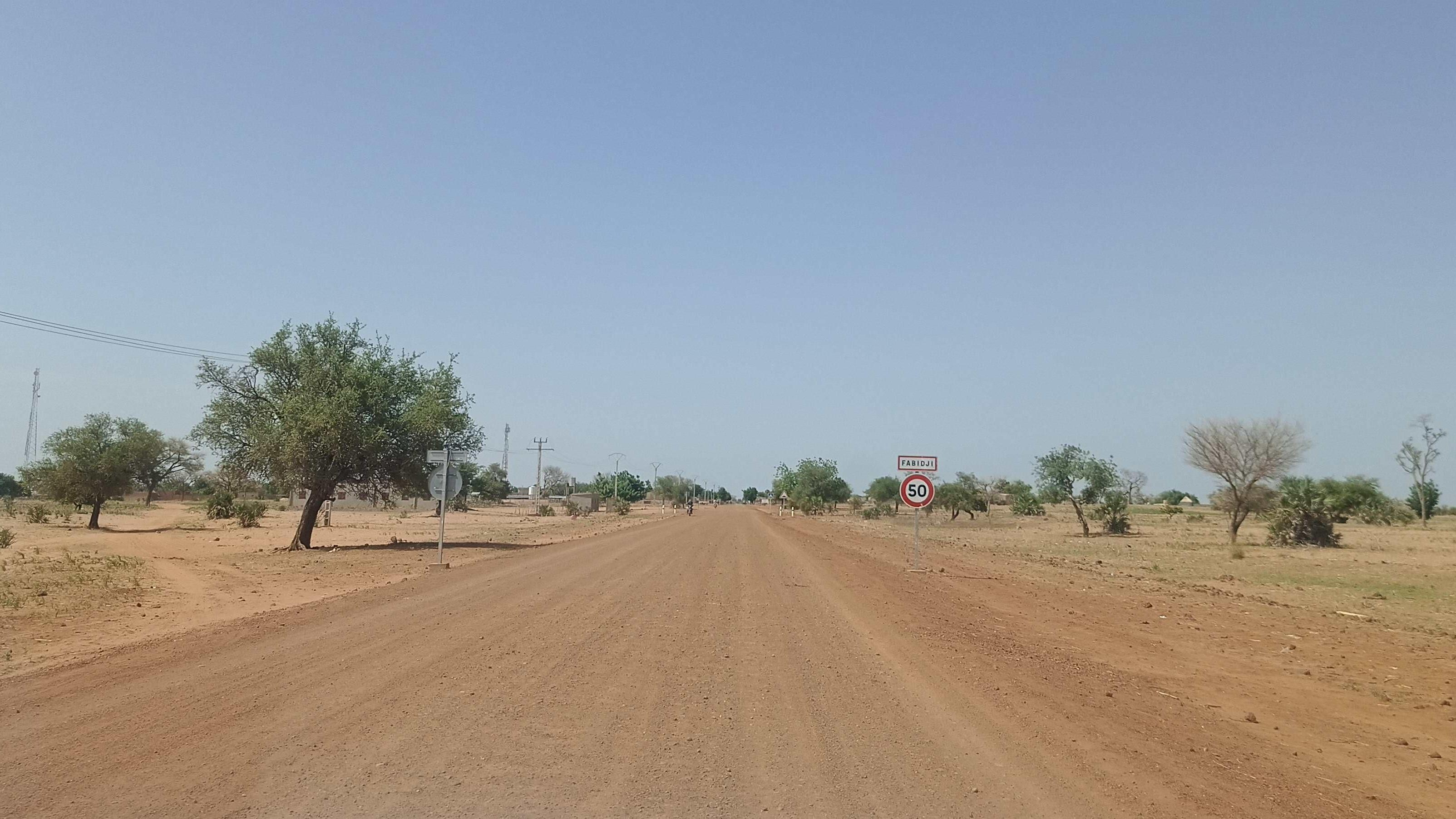
Ortstafel des Hauptorts Fabidji an der Nationalstraße 35 (2023)

Die Gemeinde liegt in einer Zone, in der Regenfeldbau betrieben wird. Im Hauptort wird ein regional bedeutender Wochenmarkt abgehalten. Der Markttag ist Freitag. Das staatliche Versorgungszentrum für landwirtschaftliche Betriebsmittel und Materialien (CAIMA) unterhält eine Verkaufsstelle im Hauptort.
Gesundheitszentren des Typs Centre de Santé Intégré (CSI) sind im Hauptort und in der Siedlung Fandou Bali Bali vorhanden. Der CEG Fabidji ist eine allgemein bildende Schule der Sekundarstufe des Typs Collège d’Enseignement Général (CEG). Beim Centre de Formation aux Métiers de Fabidji (CFM Fabidji) und beim Centre de Formation aux Métiers de Tondo (CFM Tondo) im Dorf Tondo handelt es sich um Berufsausbildungszentren.
Durch die Gemeinde, unter anderem durch den Hauptort, führt die Nationalstraße 35 zwischen Gaya und Winditane. Im Dorf Gobéri Goubey zweigt die Route 366 nach Fandou Bali Bali von der Nationalstraße 35 ab.